# Bayır, Alanya
Bayır là một xã thuộc huyện Alanya, tỉnh Antalya, Thổ Nhĩ Kỳ. Dân số thời điểm năm 2011 là 150 người.